# Манос Хадзідакіс

Манос Хадзідакіс зі статуеткою «Оскара», 1962 рік

Манос Хадзідакіс (грец. Μάνος Χατζιδάκις, 23 жовтня 1925, Ксанті — 15 червня 1994, Афіни) — один з найвеличніших новогрецьких композиторів, популяризатор музичного жанру рембетика, диригент.

## Творча біографія
Однією з перших робіт Хадзідакіса була пісня «Паперовий Місяць» (Χάρτινο το Φεγγαράκι), яку він написав для п'єси Теннессі Вільямса в постановці Каролоса Куна. Співпраця з останнім тривала 15 років. 1947 року він написав свій перший твір для фортепіано «Білій устриці» (Για μια Μικρή Λευκή Αχιβάδα).
1948 року Хадзідакіс шокував музичне співтовариство своїми лекціями про рембетику, яка до того існувала напівлегально і була поширеною в основному в середовищі портового люмпен-пролетаріату і біженців 1922 року з Малої Азії. Більше того, ця музика асоціювалася також з кримінальним світом і споживанням гашишу. Хадзідакіс показав глибокі музичні корені цієї течії, висхідні до Візантії, якщо не до старовини. Одночасно він вивів на світ популярних у народі композиторів «рембетіко», таких як Маркос Вамвакаріс і Васіліс Цицаніс. Пізніше 1951 року він використає стиль рембетіки у своїх «Шести народних картинах» для фортепіано (Έξι Λαϊκές Ζωγραφιές).
Того самого 1949 року Хадзідакіс створив Грецький театр танцю разом з хореографом Раллу Ману, а також продовжив писати популярні пісні і музику до кінофільмів. Манос Хадзідакіс написав більше десятка пісень для фільмів. Він автор музики до фільму «Стела», номінованого на золоту пальмову гілку Каннського фестивалю, у головній ролі із Меліною Меркурі, грецького режисера Міхаліса Какоянніса. Манос Хадзідакіс є володарем премії «Оскар» 1962 року у номінації За найкращу музичну композицію до фільму «Ніколи в неділю».
1964 року Манос Хадзідакіс заснував Афінський експериментальний симфонічний оркестр, сам був багаторічним його диригентом. 1989 року став засновником Оркестру кольорів в Афінах. Втім основною сферою творчості залишались пісні, серед найвідоміших «Діти Пірея», «Прокинься, любов моя», «Ти — голуб» та інші, що нині вважаються майже народними. Першою виконавицею пісень Хадзідакіса була Нана Мускурі. Багато своїх пісень він написав у співпраці з поетом Нікосом Гатсосом.
Серед інших творів балети, в тому числі «Тиша» (1957); кантата (1964); фортепіанні п'єси; музика до драматичних спектаклів.